# Giuseppe Bossi
Giuseppe Bossi (Busto Arsizio, Lombardija, 11. kolovoza 1777. – Milano, 9. prosinca 1815.), talijanski slikar.
S A. Appainiem osnovao je 1806. galeriju slika "Brera" i "Museo Archeologico" u Milanu. Kopirao je Leonardovu "Posljednju večeru". Posjedovao je veliku zbirku umjetničkih predmeta (sada u venecijanskoj Akademiji), a svojom raznovrnosnom aktivnošću utjecao je na kulturni život Milana.